# 相逢有樂町
相逢有樂町（日语：有楽町で逢いましょう），經典日本歌曲，發表於1957年，由法蘭克永井（1932年3月18日～2008年10月27日）演唱。本身也是有樂町SOGO（株式会社ビックカメラ有楽町店現址）的商業歌曲（宣傳活動歌）。

## 歌曲創作源起與SOGO歷史
此曲的創作，起源於SOGO（總社位於大阪府大阪市南區，即今中央區）進駐東京之時，對做為分店選地之一的有樂町從事研討究開始。1950年代前半，當時的有樂町乃以黑市的面貌呈現，雖然不像現在那樣有活力，但是人來人往的榮景亦慢慢持續增多，有樂町因而被選為分店候選處。
SOGO公司內部討論出結果後，正式決定在有樂町站附近設立分店；而在將有樂町變得更加活化的目的之下，預定於1957年5月開張的「有樂町SOGO」[1]，以當時擔任SOGO宣傳部長的豐原英典為首，規劃了「有樂町高級宣傳活動」。在規劃階段，豐原借用美國電影《ラスベガスで逢いましょう》（直譯相逢在拉斯維加斯）的片名，建議亦採行「有楽町で逢いましょう（相逢有樂町）」做為廣告標語。
同時又聯合各種宣傳媒介，展開「有樂町高級宣傳活動」一事。豐原將這個話題帶入日本電視台，議論的結果是，SOGO決定提供新節目，即該公司的歌唱節目「有楽町で逢いましょう」，將於1957年4月開始放送。
這些宣傳活動相當奏效，「有楽町で逢いましょう」的用詞成為當時流行語，在SOGO開張前，有樂町附近已一躍成名。平凡出版社（現為マガジンハウス）【譯按：為一雜誌出版社】還在文藝雜誌「週刊平凡」以同名標題開始連載小說。
在豐原與部下們的團結之下，他們所規劃的這些宣傳活動大為成功，有樂町SOGO於開張前評價和人便已開始高升，隨此好評，同年5月25日上午10點，有樂町SOGO開張，第一天雖是下雨，但仍擋不住熱鬧的人潮，計有30萬以上的客人來店。
緊接著，由佐伯孝夫作詞，吉田正作曲的歌曲有楽町で逢いましょう，於同年11月完成。此曲是法蘭克永井（フランク永井）所唱的，關於歌曲資料後有敘述。
後來，又有大映（現公司已解散）依舊以同名標題將之拍成電影，於翌年1958年1月15日殺青。演出者除了後來成為夫婦的川口浩和野添ひとみ之外，京町子、菅原謙二等群星。
有樂町SOGO自1957年5月25日開張以來，持續40年以上的盛況，備受大多來店客人的愛好，該店配合約會路線，使客人源源不絕，人氣居高不下。不過，1990年代以後，東京都庁舎遷移至新宿區，此後來店客人開始減少，有樂町附近區域的變化、平成政府經濟不景氣（平成不況），更加上2000年7月SOGO的應用民事再生法（民事再生法適用）的重疊，遂決定同年停業。9月24日成為有樂町SOGO的最後營業日，此日在店內進行「有楽町で逢いましょう」閉館跳樓大拍賣。
此外，有樂町SOGO留下的讀賣會館，自2001年起，Bic Camera（株式会社ビックカメラ）作為借地單位遷入此地，新店開張之時，也使用著「有楽町ビックで逢いましょう」廣告標語（日經BP新聞）。

## 歌曲概要
透過前述可知，本歌曲雖然是因做為SOGO的宣傳活動歌而製作，但是宣傳活動結束後的1973年，第24次NHK紅白歌唱大賽開始也在懷舊歌曲節目中放送，成為歷經半世紀以上仍受喜愛的流行歌曲，至今亦是非常受歡迎的歌曲。
法蘭克永井的各種CD專輯大體上都會收錄此曲，卡拉ＯＫ和市面販售的流行歌本等大多也會收錄音源和歌詞。
2008年，為紀念「有楽町で逢いましょう」發行50週年，除了法蘭克永井的原版之外，其他的歌手所演唱的版本也一併收錄在紀念專輯中並發售，另外楽町マリオン（即有楽町センタービル）前方也設立了本歌曲的石碑。
當時計劃是預定由三浦洸一演唱，不過，最終卻變成了法蘭克永井來勝任。

## 歌曲創作者
作詞 佐伯孝夫 
作曲 吉田正

## 相關連結
有楽町で逢いましょう（電影）
有楽町で逢いましょう（小説）
- 相逢有樂町（日語）